# سفارة دولة فلسطين لدى ساحل العاج
سفارة دولة فلسطين لدى ساحل العاج هي الممثلية الدبلوماسية العُليا لدولة فلسطين لدى ساحل العاج. تقع السفارة في أبيدجان.

## قائمة السفراء
- عوض يخلف (21 سبتمبر 2006 – سبتمبر 2014)
- عبد الكريم عويضة